# Сосна гірська
Сосна́ гірська́ (Pinus mugo) — сланкий чагарник (стелюх) заввишки від 0,5 до 4,5 м. Утворює густі зарості — криволісся в субальпійському поясі Карпат. Також поширена в горах та на болотах центральної та західної Європи. Декоративні сорти широко культивуються на всіх континентах як ґрунтопокривні рослини, а також там, де потрібно створити суцільну ізоляційну стіну зелені.

## Народні назви
У Карпатах гірську сосну називають жереп, лелич, ориш, а також косодеревина (як у чеській, словацькій та польській мовах) з кількома близькими варіантами назв.

## Систематика (історія і сучасність)
У сучасній систематиці Pinus mugo Turra отримала своє більш-менш стабільне місце, однак історично види і підвиди сосни гірської перекидались систематиками з одного таксона в інший багато разів. Найчастіше систематика ґрунтувалась на відмінностях у морфології шишок (Willkomm, 1861; Schroeter, 1926 та ін.).
Ґустав Геґі (Hegi, 1905) гірську сосну (P. montana Mill. ) розділяє на три різновиди: var. uncinata з двома відмінами — rostrata та rotundata; var. pumilio і var. mughus. Польські флористи В. Шафер, С. Кульчинський та Б. Павловський (Szafer, Kulczyński, Pawłowski, 1953) виділяють P. mughus Scop.  і P. uliginosa Neuman (=P. uncinata Ram.) як самостійні види. Дещо іншу позицію займає той же Б. Павловський дещо пізніше (Pawłowski, 1956), котрий у межах P. mugo (P. montana) виділяє subsp. mughus з асиметричними шишками. За цим автором форми сосни з Польщі, які належать до другого підвиду, краще визначати як var. uliginosa. Г.Ґоссен (Gaussen, 1960) вважає, що на гірських торфовищах Центральної і Східної Європи поширена P.uncinata var. rotundata.
Серед інших спроб систематизації сосни слід назвати роботу В. Ротмалєра (Rothmaler, 1963) де пропонується поділ гірської сосни P. montana на 3 підвиди, а саме subsp. rotundata (Link.) Janchen et Neumayer, subsp. pumiolio (Haenke) Franco і subsp. mugo Turra. 
У Флорі Європи (Flora Europaea, 1964) та її останніх актуалізованих (2013) онлайн-версіях наведені два близькі види сосни, про які йде мова — P. mugo і P.uncinata, в той час як P. montana вже подається лише як синонім P. mugo. Перший вид відзначається сланким ростом і майже симетричними шишками. До другого виду віднесені деревуваті форми з асиметричними шишками, поширені в Західній Європі. Спираючись на визначення, подане у Флорі Європи, сосну гірську, поширену в субальпійському поясі Карпат, слід вважати P. mugo Turra. Крім P. mugo, для Польських Карпат наводиться також P. uncinata, котра, на відміну від західноєвропейських зразків, найчастіше має сланку форму росту і відома з літератури під різними синонімами (Zapałowicz, 1906; Lubicz-Niezabitowski, 1909; Schramm, 1925). За деякими даними (Trampler, 1937)) в Українських Карпатах зрідка також трапляються екземпляри другого виду і ряд перехідних форм, які виникли внаслідок схрещування (Чубатий, 1965). С. К. Черепанов (1981) наводить лише один вид — P. mugo Turra. Деякі автори перекладають видову назву P. mugo як сосна муґо (Визначник…, 1977), однак більш поширена і традиційна назва — сосна гірська (Доброчаева та ін., 1987), також наведена в останньому капітальному Словнику українських наукових і народних назв судинних рослин Юрія Кобіва.

## Морфологія

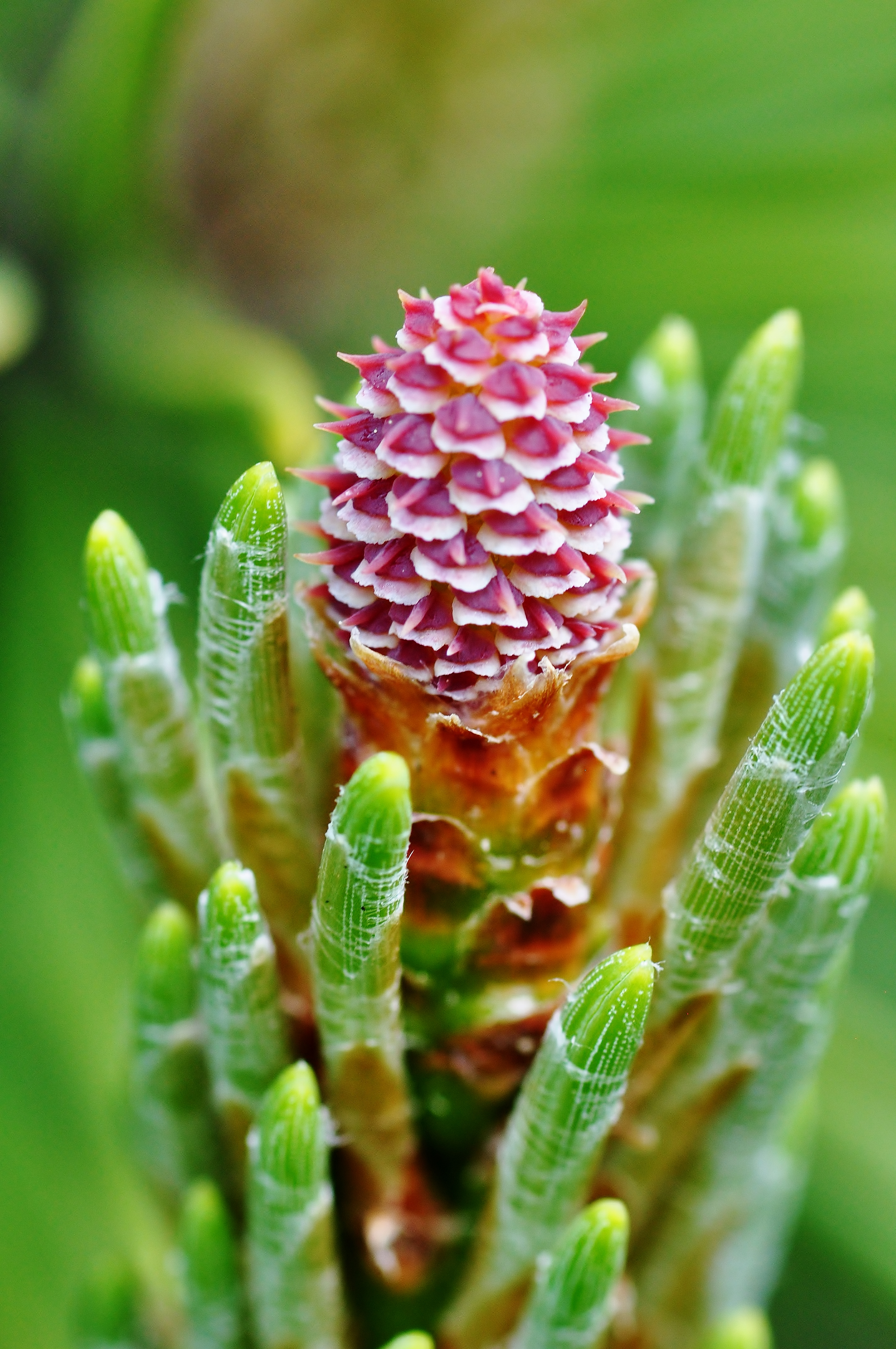
Початок розвитку шишки
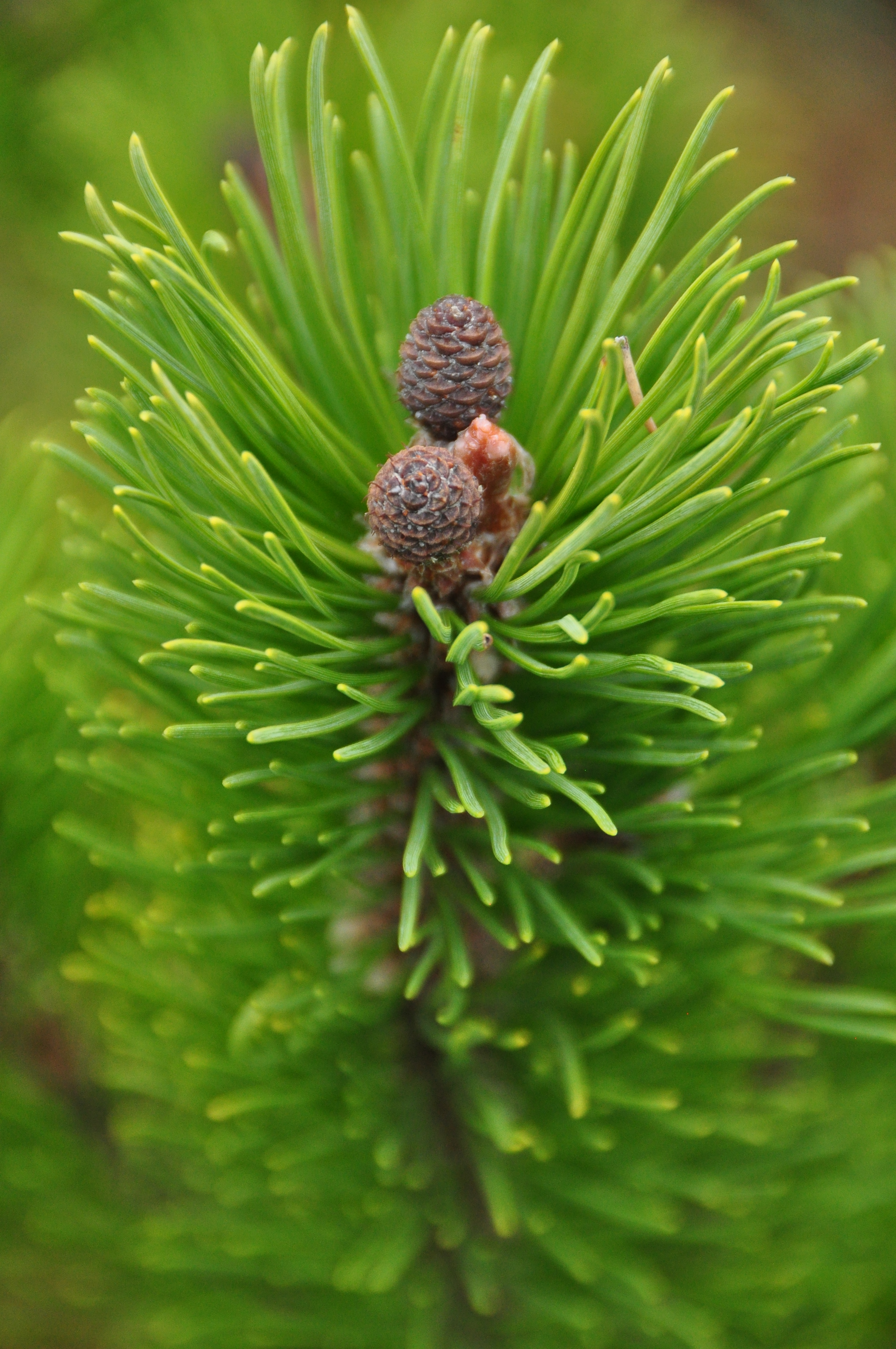
Верхівкова брунька й маленькі (цьогорічні) шишечки
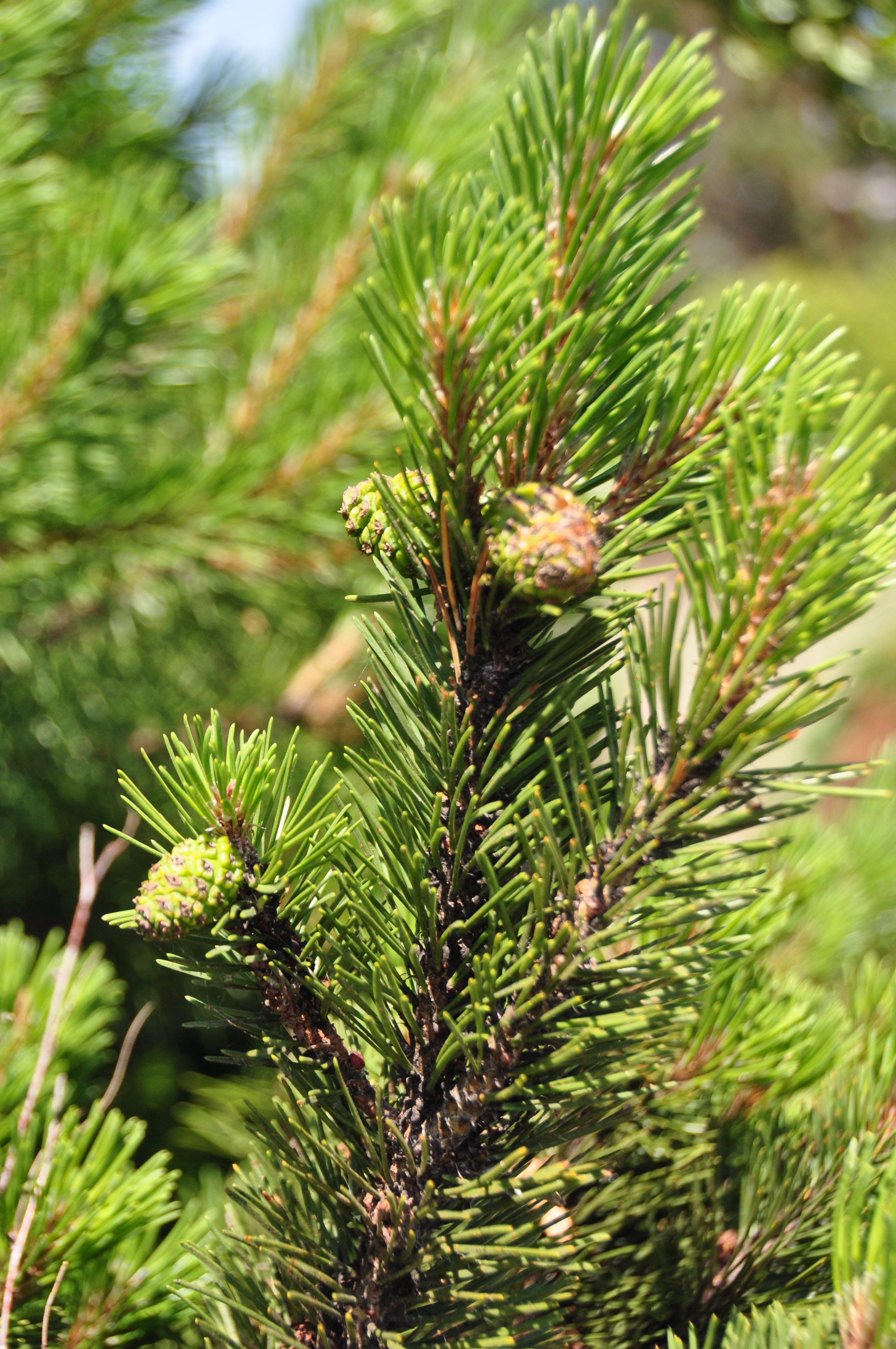
Пагони з зеленими (торішніми) шишками
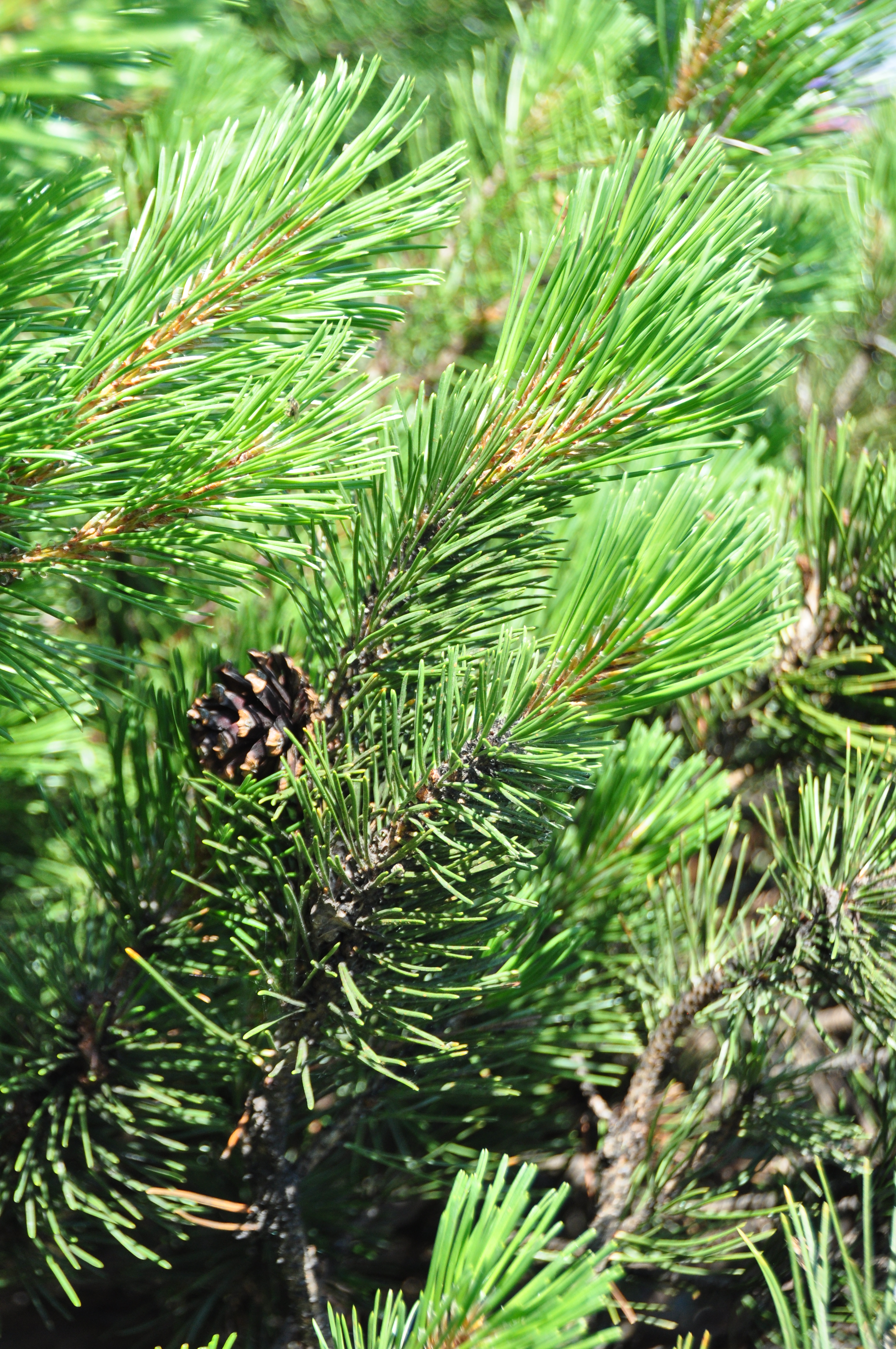
Пагони зі старими (позаторішніми) шишками
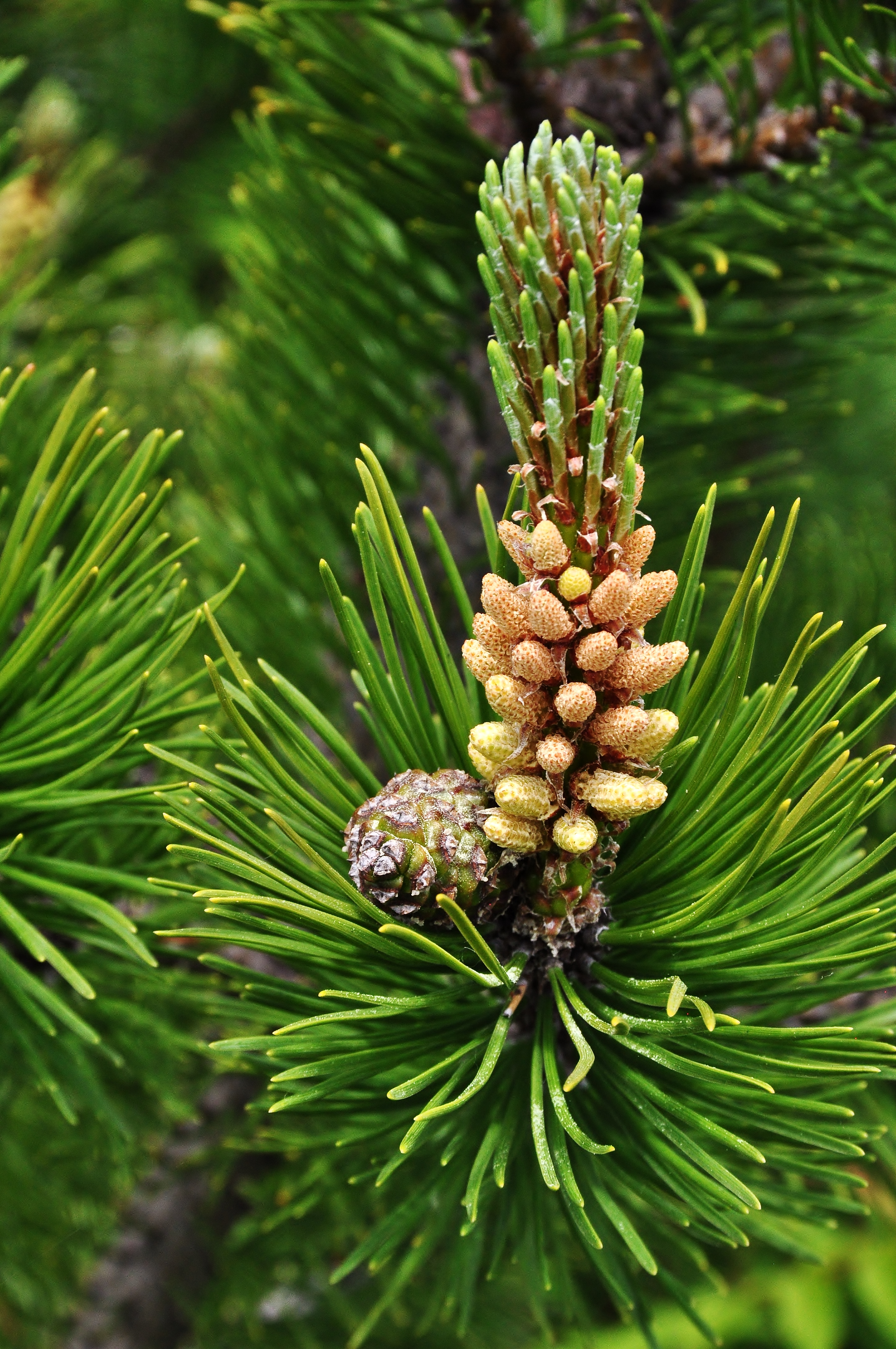
Пилкові (чоловічі) шишечки

Кора стовбура коричнево-сіра, блискуча, у молодих дерев гладка, у дорослих із темними корковими лусками, що зберігаються у верхній частині стовбура. Темніше забарвлення верхньої частини стовбура — одна з характерних ознак гірської сосни. Молоді пагони зеленуваті, після здерев'яніння стають сіро-коричневими. Бруньки подовжені, циліндричні, коротко загострені, смолисті. Хвоїнки порівняно короткі, 2,5-5 см, тверді, тупі, дещо скручені, по 2 в пучку. Колір хвої темно-зелений, однаковий з обох сторін (це також характерна ознака гірської сосни). Розміщена на пагонах і гілках спірально Хвоя тримається на гілках 5-10 років.
Починає плодити в 6—10 років. Блискучі світло-коричневі шишки сидять на дуже коротких прямих ніжках. Вони невеликі за розміром, від 2 до 5 см завдовжки, яйцеподібної, іноді майже кулястої форми. У деяких форм гірської сосни шишки несиметричні: більше освітлена сторона буває в них більш опуклою. Щитки на лусках шишок ромбічні або майже квадратні, з досить великим пупком. Пупок світло-коричневий або світло-сірий, з чорним краєм (також характерна ознака гірської сосни).

## Життєва форма
Останнім часом низка авторів, серед них К.Малиновський, використовують для означення сланкої життєвої форми термін «стелюх», який прижився поруч із більш традиційним «сланик».

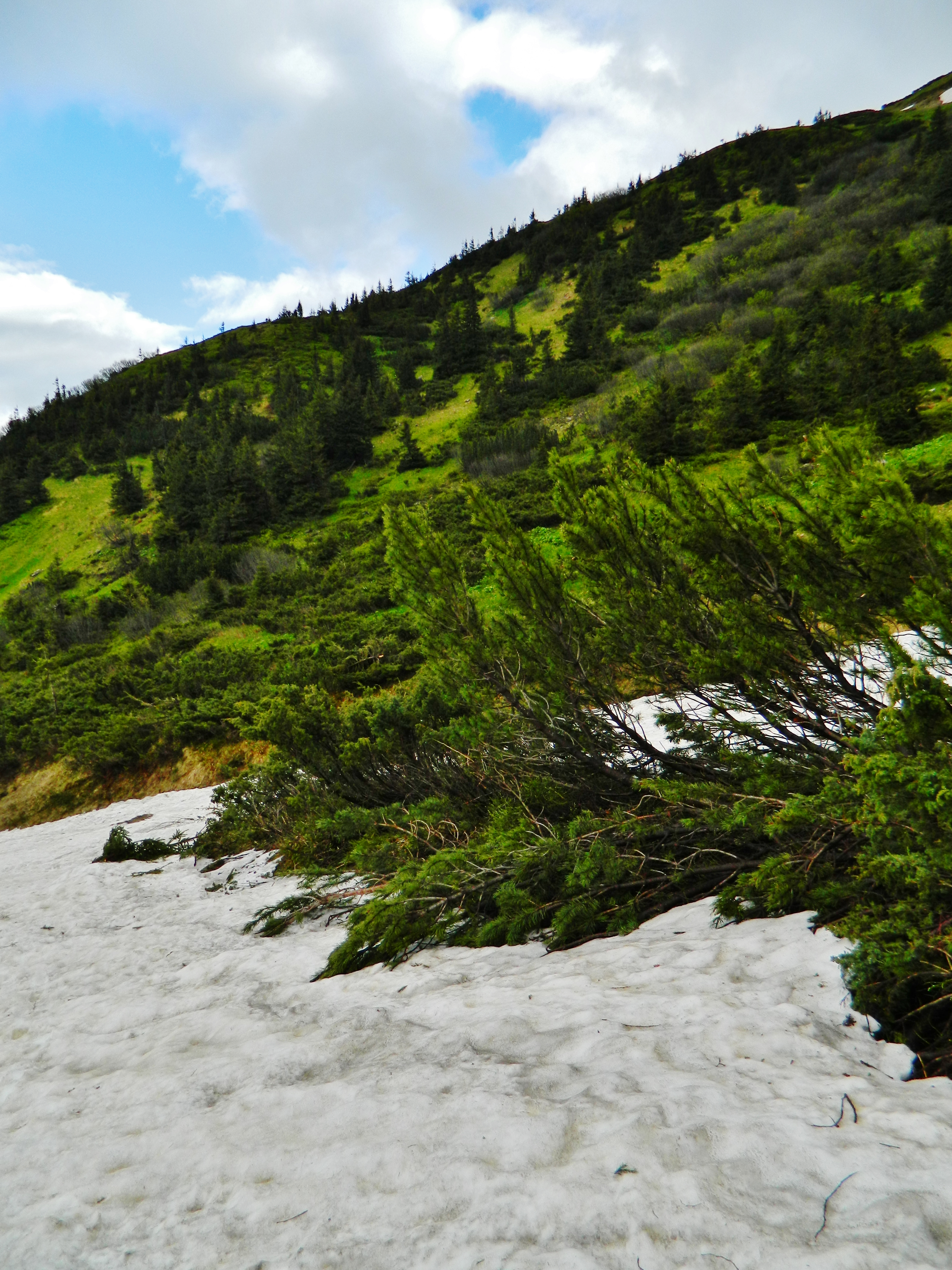
Вивільнення гірської сосни з-під снігу, початок червня

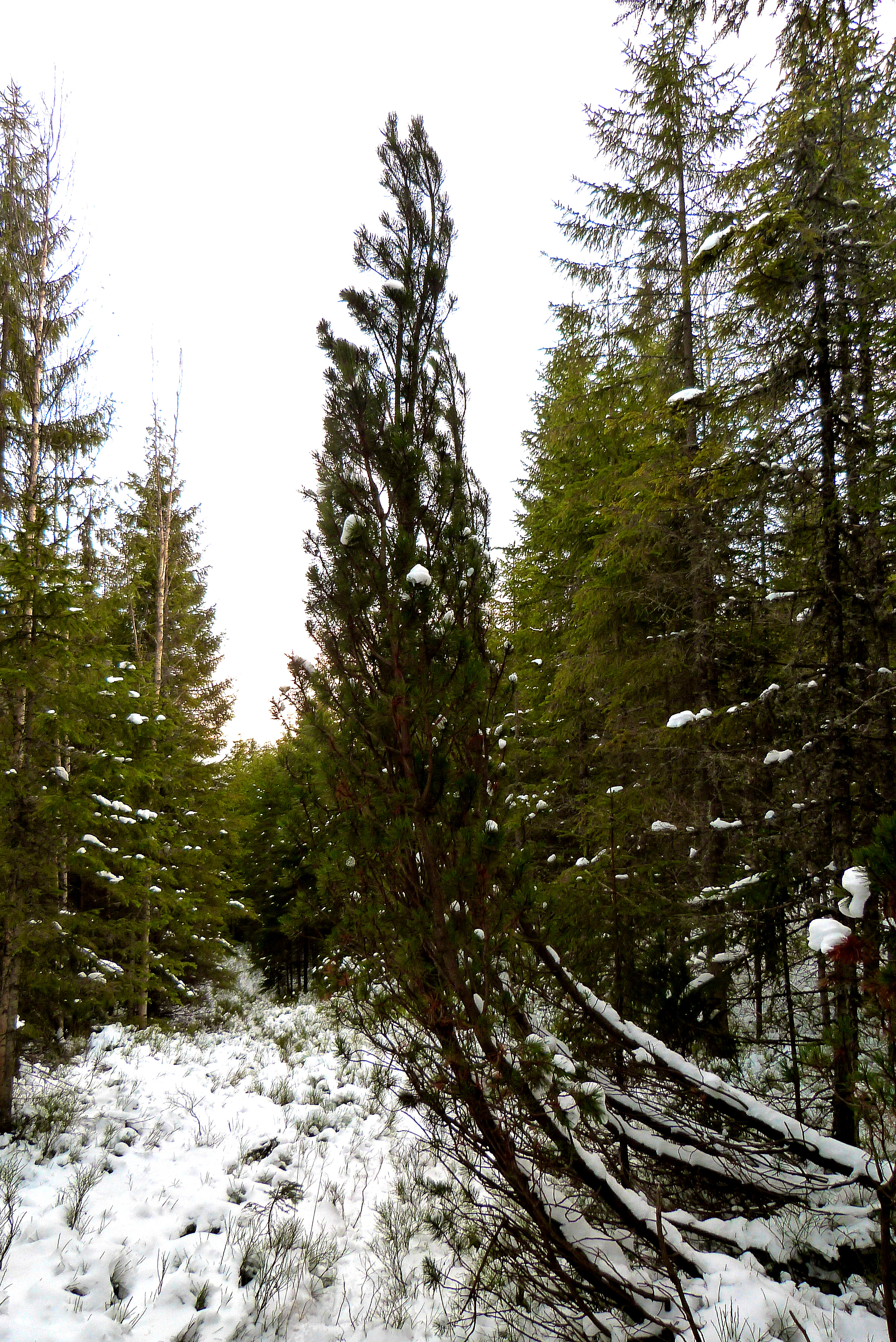
Шестиметровий екземпляр сосни гірської на пд.зх. схилі г. Пареньки в Ґорґанах

Гілки гірської сосни мають специфічну вигнуту форму, при якій свіжі прирости з бруньками спрямовані вертикально вгору, а стовбур «повзе» по поверхні, зазвичай, вниз по схилу. Щорічно під вагою снігу гілки полягають, а навесні випростовуються, виносячи верхівкові бруньки догори. Полягання зберігає крону сосни від несприятливих погодних і фізичних впливів — сильних вітрів, морозу та лавин.
Головна вісь поступово вкорінюється в міру полягання, а стара частина стовбура з віком перестає утворювати річні кільця і поступово відмирає, адже коренева система весь час лишається наближеною до крони, і рослина перестає «потребувати» стару частину свого стовбура, яка в цьому разі вже не несе скелетної функції. Дослідження дозволили простежити вік окремих особин до 1000–1500 років. При цьому радіовуглецевий аналіз зразків та вимірювання товщини і послідовності річних кілець дозволили зробити доволі точну прив'язку до кліматичних аномалій по роках.

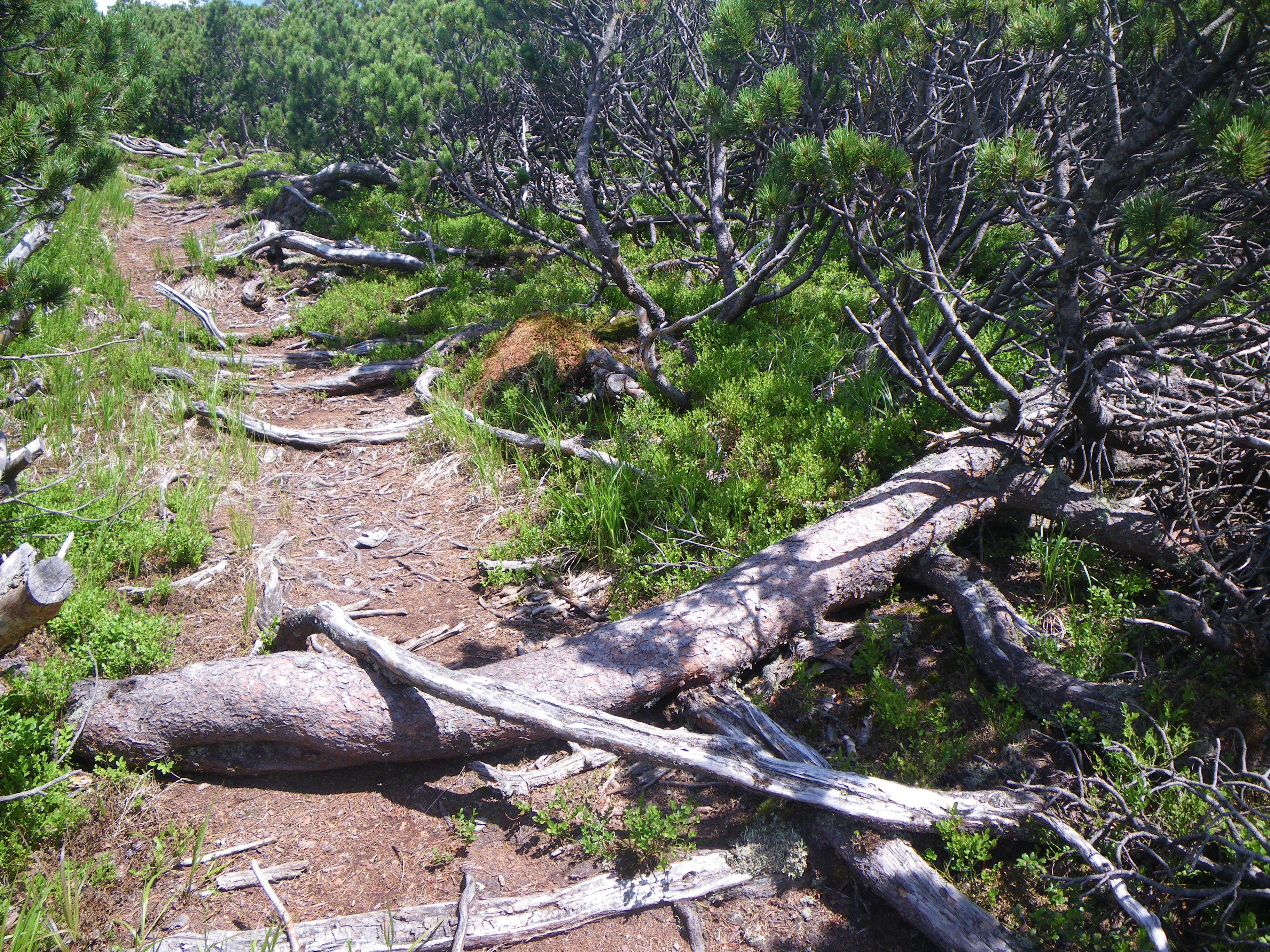
Стовбур діаметром 22 см/72 окружність. Дереву ймовірно 500 років.

На різних висотах над рівнем моря та в різних фізичних умовах рослина має різну інтенсивність росту і відповідно різну висоту і густину крони. На верхній межі лісу вони звичайно найвищі (до 4,5 м), а на межі з альпійським поясом — нижчі та густіші.

Характерними особливостями, які свідчать про належність гірської сосни до сланкої життєвої форми, є такі:

### Полягання

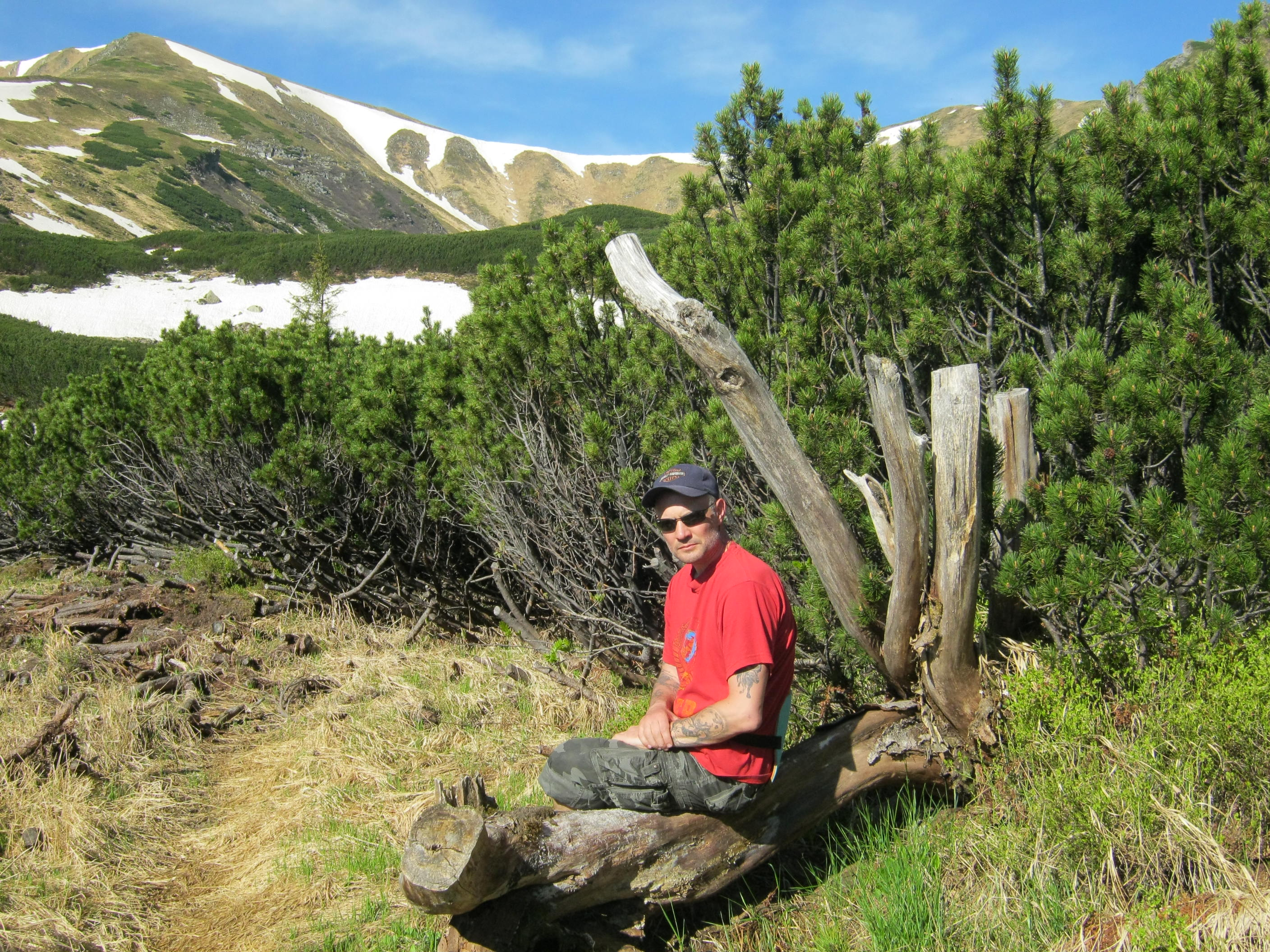
Зрубаний туристами жереп під г. Шпиці на Чорногорі. Діаметр 40 см. Вік ― понад тисячу років

Полягання у гірської сосни є спадково закріпленою ознакою, пристосуванням до зимівлі під захистом снігового покриву. Верхівки пагонів наростають ортотропно, а плагіотропна орієнтація основ скелетних осей настає під дією ваги крони й особливо снігу взимку, а також завдяки неоднаковому росту нижньої і верхньої частин стовбура в зоні полягання.

### Придаткове вкорінення

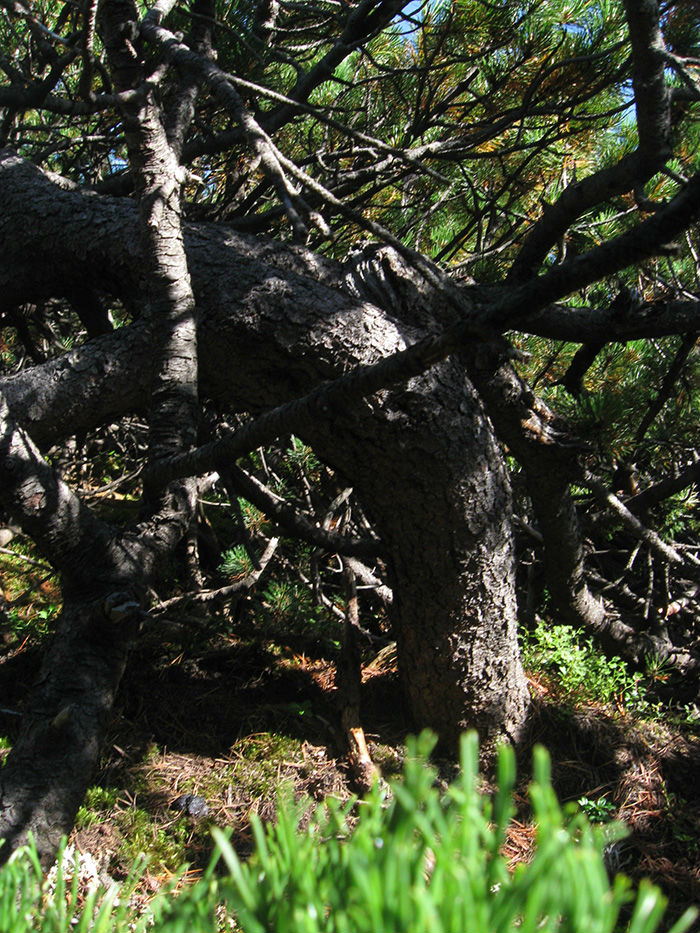
Зразок стовбура, якому понад 500 років. Діаметр 28 см. Росте на хребті Аршиця, Рожнятівський район, Івано-Франківська обл.

Вкорінення відбувається по всій довжині плагіотропних скелетних елементів в міру їх полягання. Придаткові корені утворюються переважно на вентральній (нижній) стороні пагона в місцях відмерлих або наявних розгалужень (вузлах). Придаткове вкорінення забезпечує фіксацію сланкої форми росту. Поступове переміщення зони кореневого живлення дає можливість більш тривалого верхівкового росту стелюха (сланика) у порівнянні з прямостійними деревами.

### Редукція річного приросту
Редукція приросту в товщину на старій частині скелетної осі проявляється поступово, починаючи зі сповільнення приросту нижче 20—30-річної частини пагона і випадання річних кілець у несприятливі роки. Пізніше, у відносному віці 70-100 років річні кільця не відкладаються взагалі, попри те, що ця ділянка стовбура ще якийсь час залишається живою і його провідна система далі функціонує. Це цікаве явище, очевидно, еволюційно пов'язане з втратою стовбуром скелетної функції після відмирання бічних гілок і придаткового вкорінення молодшої частини. Редукція радіального приросту утруднює визначення віку за річними кільцями.

### Довговічність
Довговічність особин сосни забезпечується всім комплексом сланикових рис. Відмирання постарілої хвої, гілок, базальної частини стовбура і коренів компенсується практично необмеженим вегетативним відтворенням і наростанням верхівкових пагонів. За деякими оцінками, вік окремих скелетних осей гірської сосни досягає 1000–1500 років, а цілі куртини гірської сосни можуть досягати віку багатьох і багатьох тисяч років. (Коліщук, 1967).

## Поширення

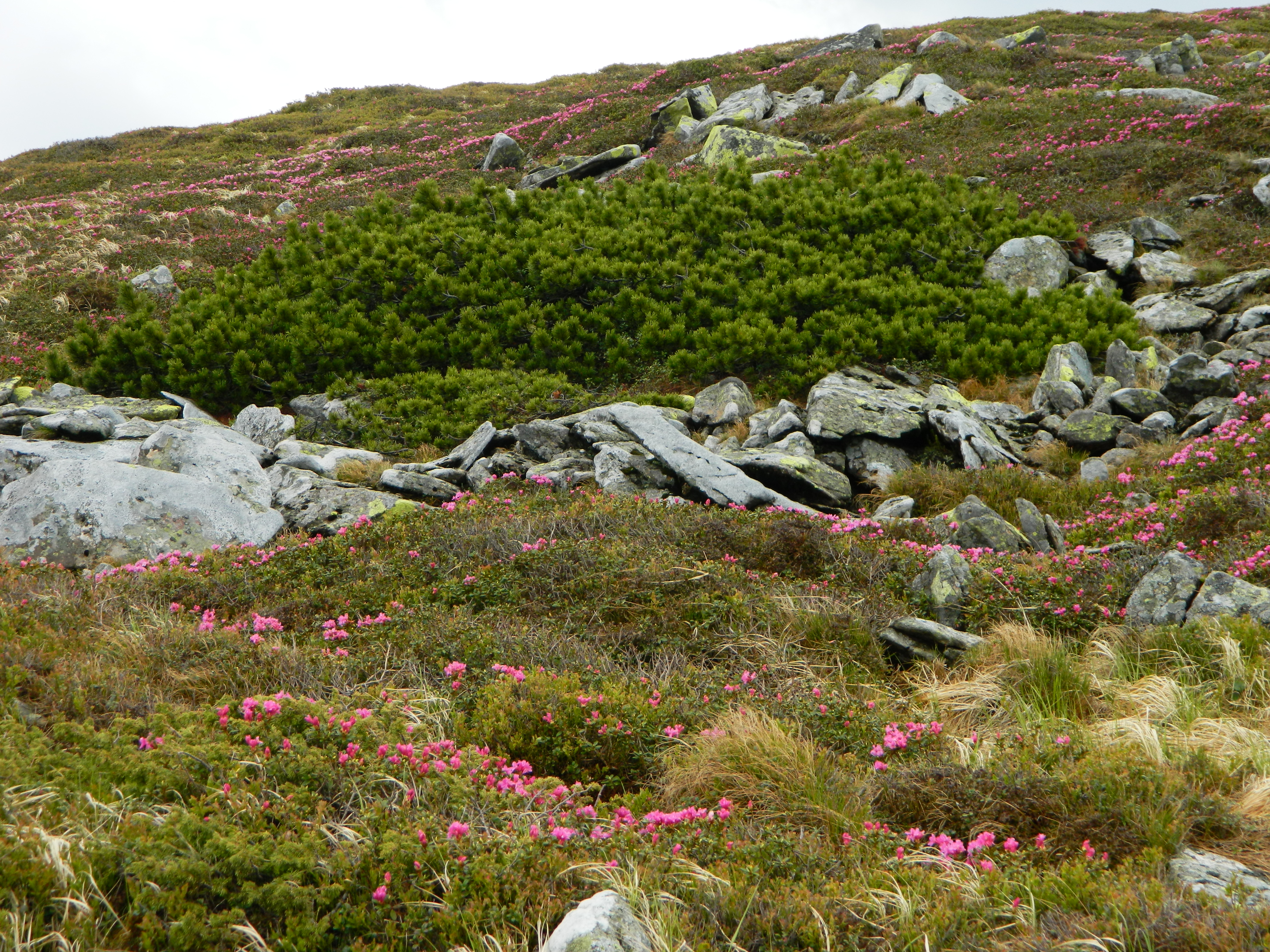
Куртина гірської сосни на кам'янистих розсипах в альпійському поясі, поруч квітучий рододендрон

Гірська сосна надзвичайно витривала до холоду, спеки, посухи, надмірного зволоження, а також снігових завалів. Росте на бідних пісках, позбавлених гумусу, мохових болотах, на вапнякових і кам'янистих, сухих і вологих ґрунтах.
Сосна гірська — майже неодмінний елемент пейзажу Альп, північних Апеннін, Піренеїв, Рудних гір, Родопів та інших гір центральної та південної Європи. В Україні її можна побачити в Карпатах, де вона зростає природно, утворюючи суцільні важкопрохідні зарості вище межі лісу. Трапляється в деяких районах гірського Криму. Була інтродукована на піщаних дюнах Прибалтики з метою закріплення пісків.
Гірськососнові криволісся в Українських Карпатах становлять північно-східну частину природного ареалу гірської сосни і трапляються в Чивчинських і Мармароських горах, а найбільше — в Ґорґанах і на Чорногорі. Сланкі зарості з домінуванням сосни гірської є найбільш характерною рослинною формацією субальпійського поясу. На Чорногорі, найвищому гірському масиві Українських Карпат, субальпійська рослинність займає значні площі. На північному макросхилі тут простежується широка, майже суцільна смуга криволісь, що простягається від Говерли до Попа Івана. На південному макросхилі зарості сосни більше постраждали від антропогенного впливу, однак і тут є значні її масиви між Говерлою і Гутин-Томнатеком і на схилах Попа Івана. Дослідження Г. Запаловича (Zapałowicz, 1889), а також Л.Фекете і Т.Блатни (Fekete, Blattny, 1914) дозволяють виділити такі категорії висотного поширення гірської сосни:
- нижня смуга розріджених заростей 1430–1560 м н.р.м.
- середня смуга суцільних заростей 1560–1750 м
- верхня смуга розріджених заростей 1750–1870 м

Поширення гірськососнових угруповань залежить від експозиції схилів, мезорельєфу і субстрату. Найбільші суцільні масиви виступають на північних експозиціях. По багатосніжних улоговинах і кам'янистих осипах сосна часто заходить вглиб лісового поясу. Це може також бути пов'язане з діяльністю лавин, яких сосна гірська не боїться так, як прямостійні дерева. У Чорногірському масиві гірськососнові угруповання розміщені головним чином вище природної межі лісу, в умовах, які апріорі визначають домінування сланкої форми росту. Місцями сосна гірська заходить в альпійський пояс, де вона утворює густі низькорослі шпалерні чагарники з дуже малим річним приростом. Рослина вважається найбільш високогірним деревом України, оскільки її виявлено на висоті 2010 метрів на горі Піп Іван..
Крім Чорногірського хребта, великими масивами поширення сосни гірської є також схили г. Хом'як та г. Синяк. Сосна не утворює тут безперервної смуги криволісся у зв'язку зі складною формою гірського рельєфу, внаслідок чого тут немає суцільної території субальпійського поясу.

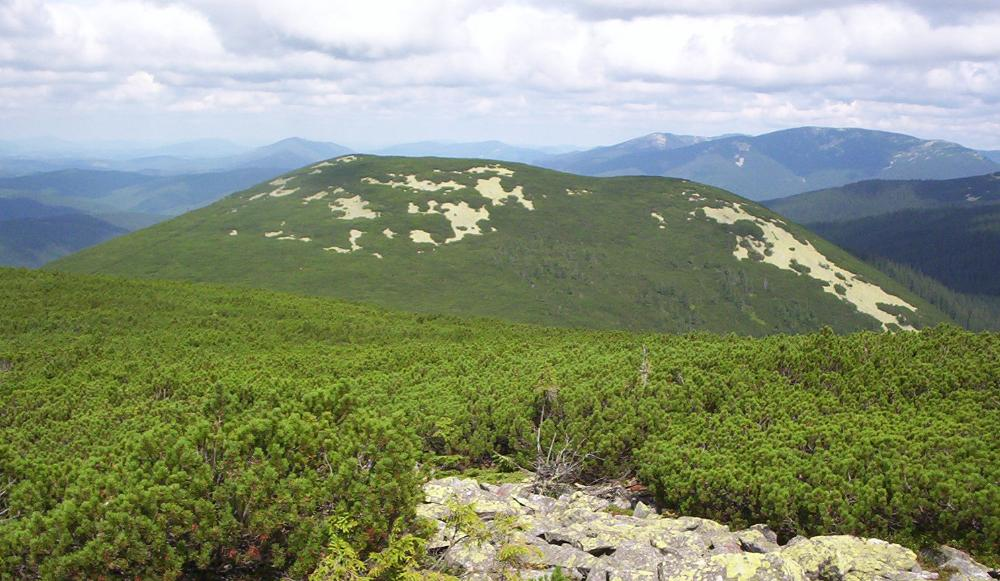
Гірська сосна в Ґорґанах (Мала Попадя)

## Розмноження
Сосна гірська розмножується як вегетативно, так і насінням.

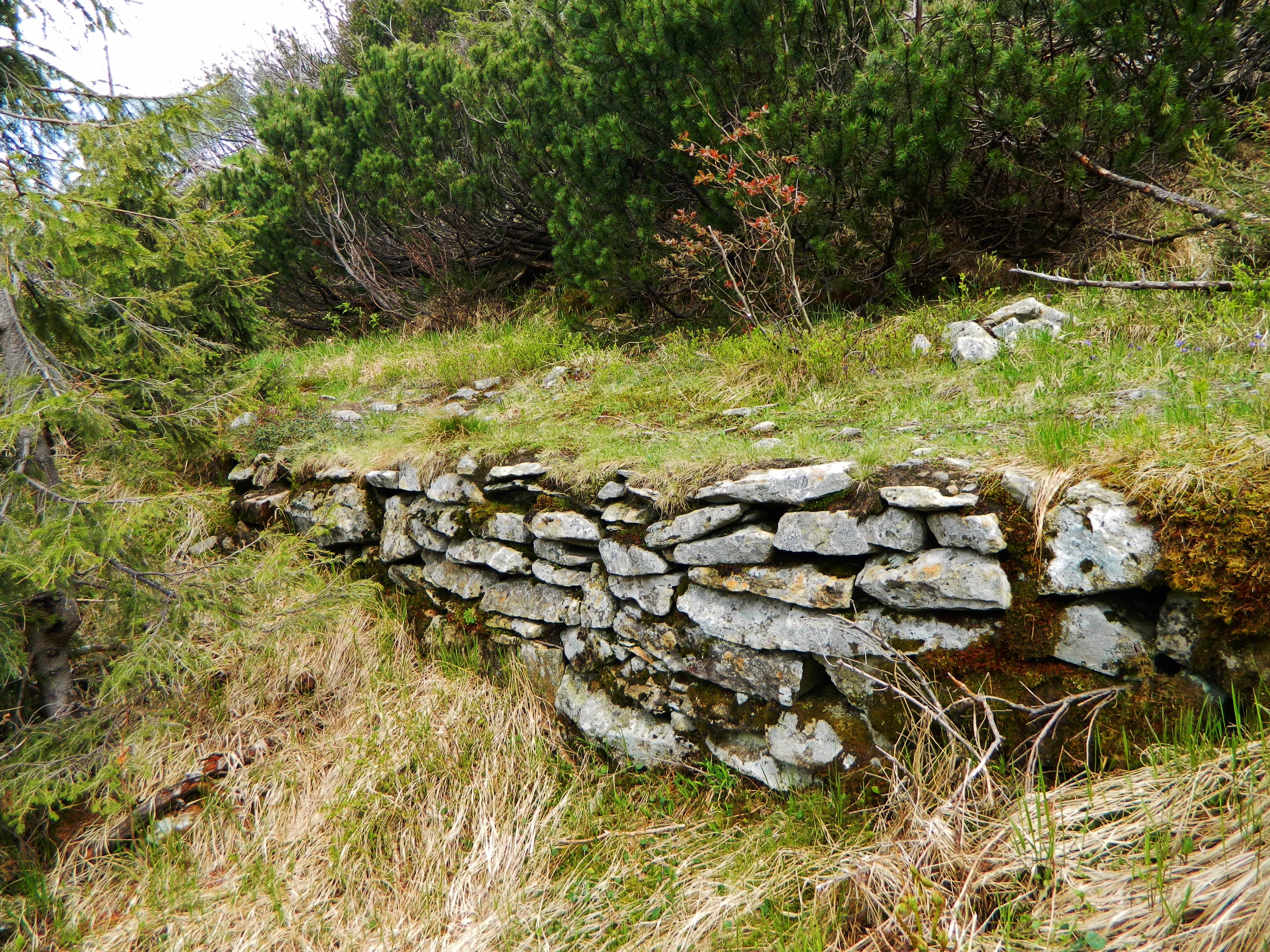
Заростання колишньої дороги в льодовиковому котлі Пожижевської

### Вегетативне розмноження
Цей тип розмноження властивий всім сланким рослинам і за певних умов може підтримувати їх існування сотнями років. У первинних зімкнутих угрупованнях гірської сосни підтримується переважно вегетативне розмноження внаслідок дезінтеграції особин після вкорінення розгалужень і відмирання старої стовбурної частини. У зімкнутій куртині це відбувається нечасто, оскільки бічні гілки постійно зазнають значного затінення і відмирають. Коли ж узяти за приклад новоутворену особину на відкритій місцевості, її вегетативне розмноження відбуватиметься закономірно в міру розростання куртини, щойно бічні відгалуження вкоріняться, а стара частина полеглого стовбура відімре до місця розгалуження.
Вегетативне розмноження сосни являє собою нормальну, або дорослу партикуляцію некротичного типу. Період партикуляції — 100–200 р. від моменту розгалуження осі. Бічні відгалуження мають шанс вкорінитися на галявинах і узліссях, у той час як у зімкнутих заростях вони здебільшого відмирають у віці 30-40 р., затінені сусідніми особинами. Пагони також можуть відмирати від випрівання під снігом. Перешкоду для розростання куртин сосни можуть становити й інші конкуренти за світло — ялина (смерека) та вільха зелена. Вегетативне розмноження є більш універсальним, ніж генеративне, і в особливих фітоценотичних умовах — від сфагнових боліт до сухих кам'янистих осипів. Всюди там, де антропогенний вплив з тих чи інших причин послабився (як, наприклад, у заповідниках) сосна гірська швидко займає втрачені площі. Темп поширення заростей можна спрогнозувати, помірявши середні річні прирости скелетних гілляк між вузлами (це й буде радіус поширення куртини після їх полягання за пару десятків років).

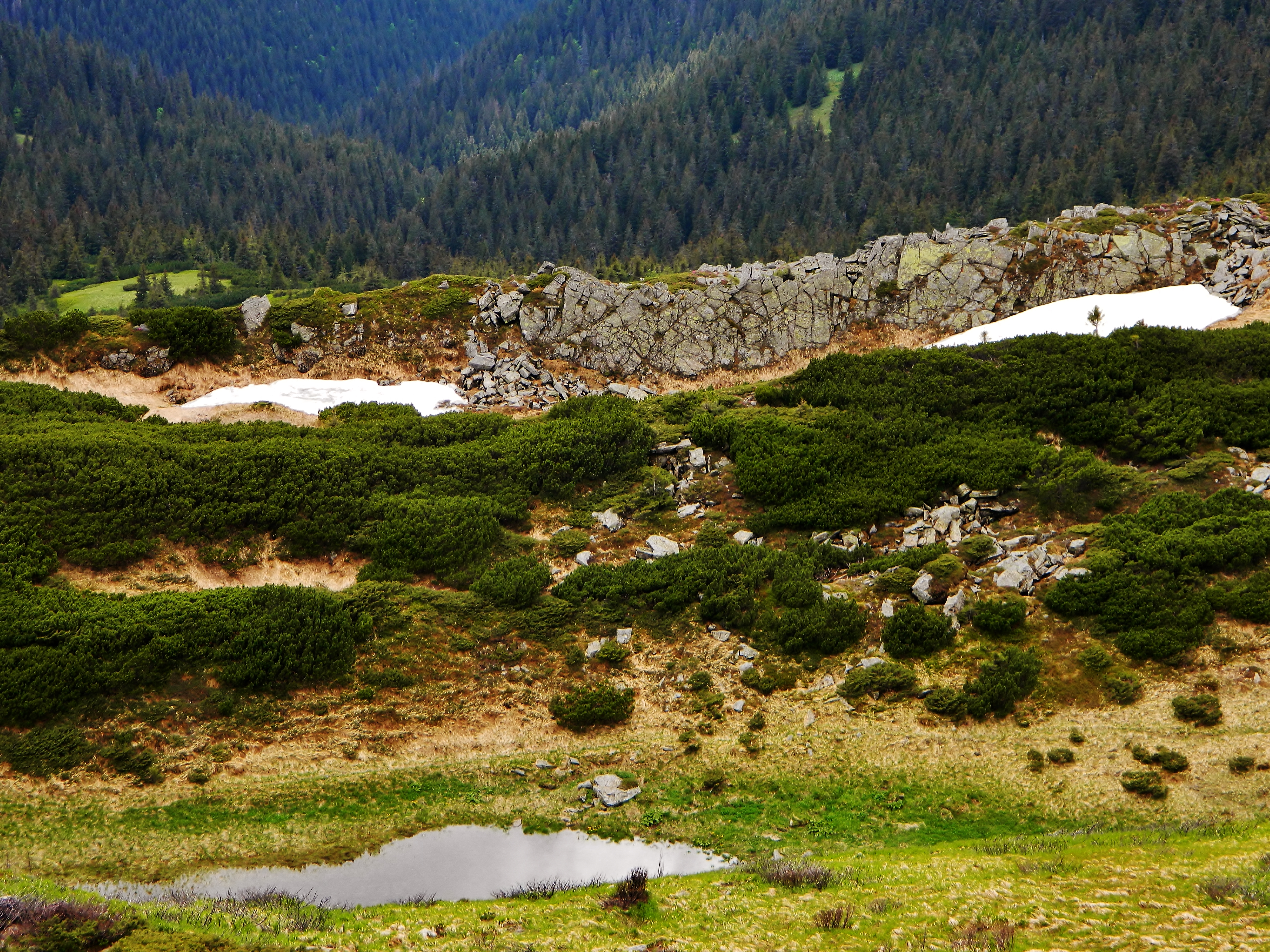
Гірська сосна на складках морени, південний схил Чорногірського хребта

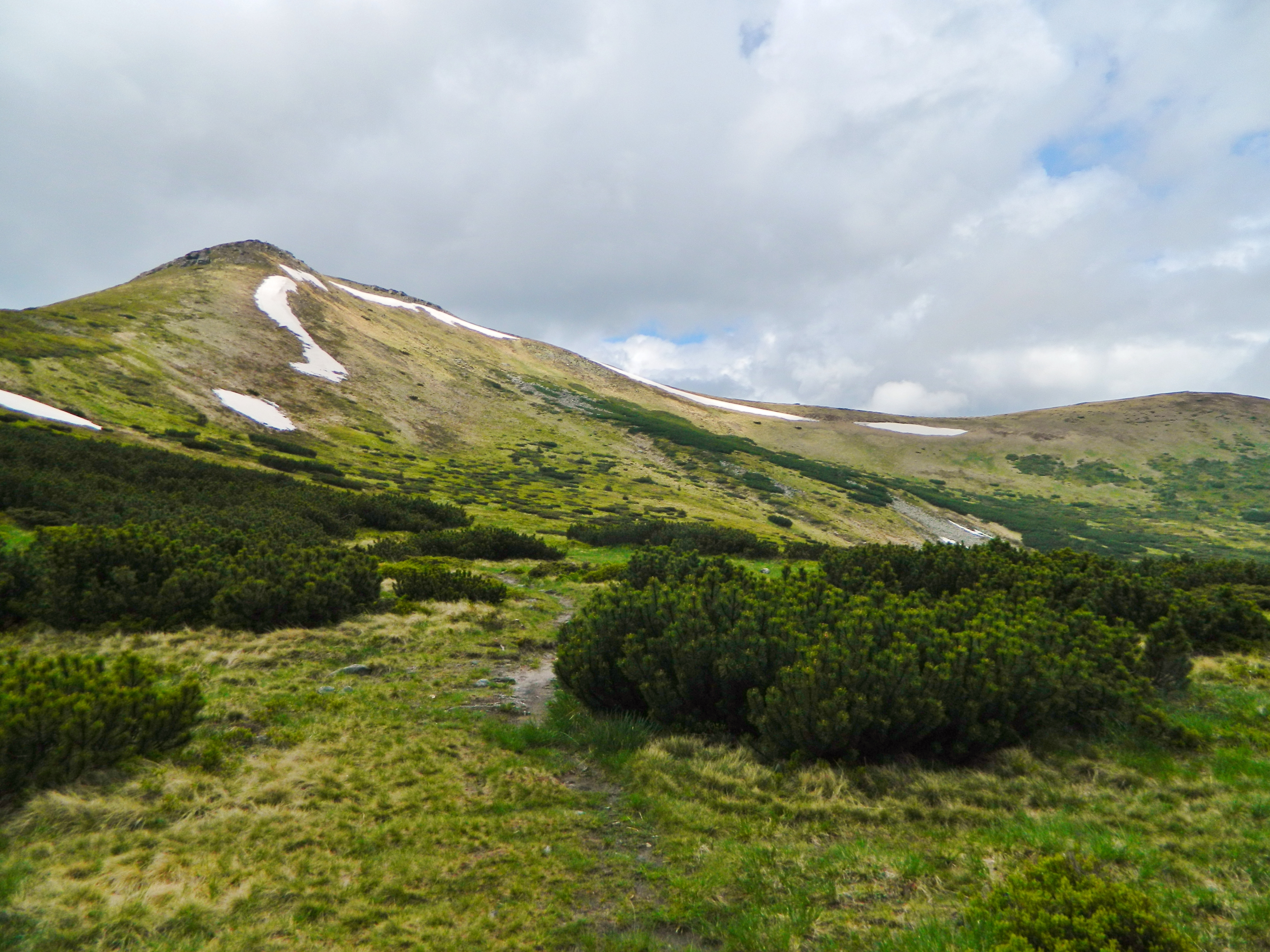
Сосна гірська коло о. Несамовитого у підніжжі Туркула

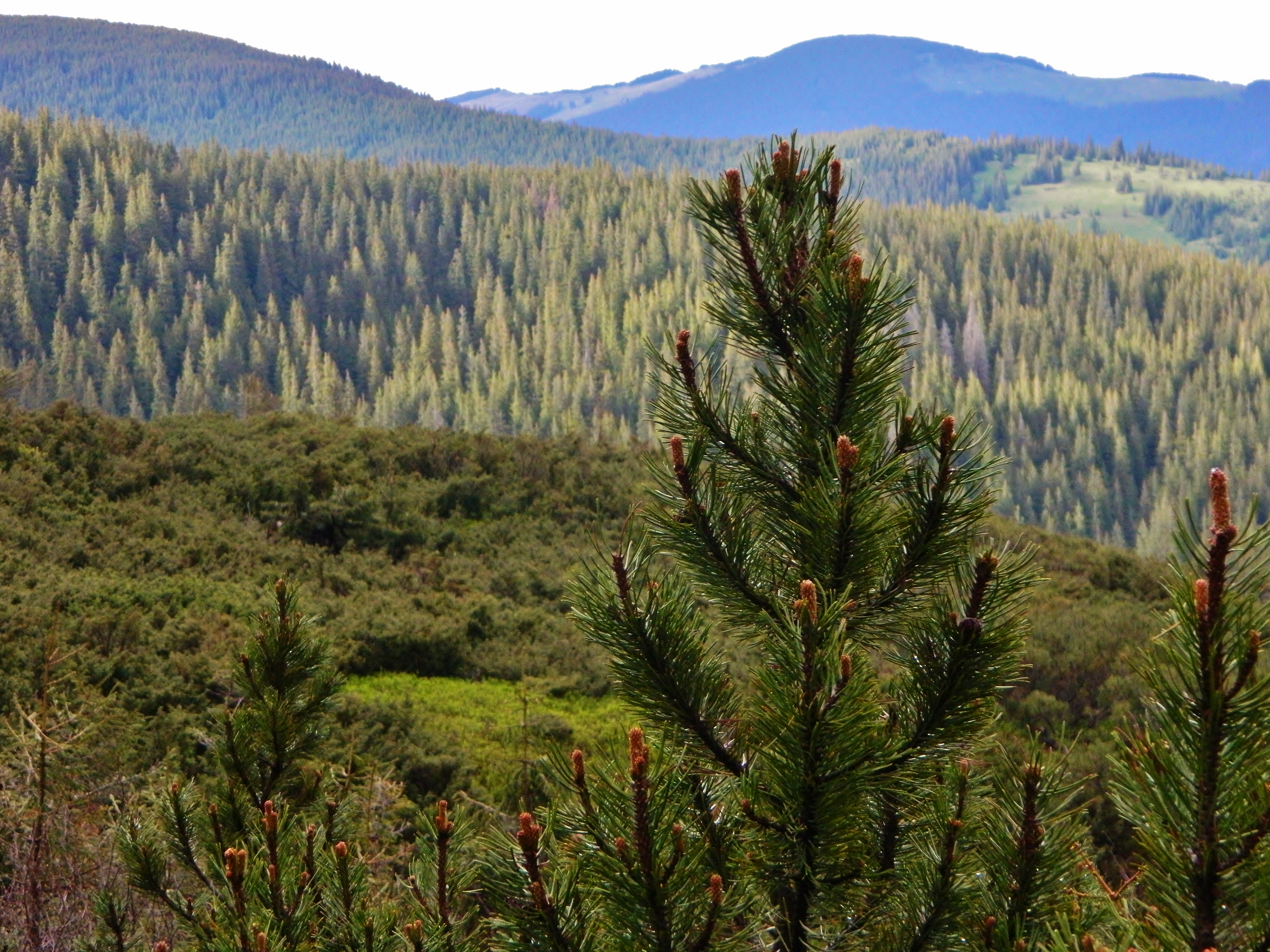
P. mugo на верхній межі лісу

### Генеративне розмноження
Плодоношення сосни гірської починається у 15-20 років. Сосна гірська — однодомна рослина. Жіночі генеративні органи (мегастробіли) утворюються поруч із верхівковою брунькою замість бічних пагонових бруньок на найбільш розвинених пагонах у липні, після завершення їх росту. Мегастробіли гірської сосни спочатку являють собою невеликі шишечки, спершу яскраво-червоні, пізніше темнішого забарвлення. Після запилення вони щільно зачиняються і так зимують. Їх подальший ріст і розвиток триває наступного року на початку червня одночасно з ростом вегетативних пагонів. У цей час у шишках формуються насінини, які достигають наприкінці вегетаційного сезону.
Чоловічі генеративні органи (мікростробіли), які продукують пилок, починають утворюватися лише через кілька років після вступу особини в генеративну фазу. Мікростробіли звичайно утворюються на слабших бічних і нижніх пагонах у пазухах лускуватих листків замість брахібластів на нижній частині річних приростів поточного року. Пилок, який утворюється в мікростробілах, висипається коло середини липня, після чого вони опадають. При цьому частина погона залишається без хвої.
Успішне насіннєве розмноження залежить від урожаю насіння, його схожості і від виживання підросту.

У кожній шишці гірської сосни утворюється від кількох до сотні насінин, у середньому майже 30 повноцінних насінин на шишку. За середніми багаторічними даними річна продукція насіння в Чорногорі становить 2-3 млн шт./га. Висипання насіння зі старих шишок спостерігається пізно восени та взимку, коли насінини, оснащені крилаткою, можуть розноситися вітром по сніговому покриву на значні відстані. Частина дозрілих шишок розкривається не повністю і залишається на гілках рік-два або опадає разом з насінням. У літературі є згадки про доволі низьку схожість насіння гірської сосни, та слабке відновлення сосни насінням, однак інші дані показують досить високу схожість насіння (понад 80 %),. За даними В.Буковчана (Bukovćan, 1953) схожість насіння коливається в межах 55-85 %. Помічено позитивний вплив на інтенсивність проростання торфової витяжки. Однак лабораторне пророщування не цілком можна екстраполювати у природу. Треба враховувати, що насіння гірської сосни поїдається птахами, гризунами, пошкоджується ентомофауною. Хоча продукція насіння і його схожість є достатньою передумовою для успішного насіннєвого відновлення сосни, однак під щільним наметом заростей гірської сосни цьому перешкоджає затінення, яке шкодить світлолюбним проросткам і молодим сіянцям.

## Вплив людської діяльності

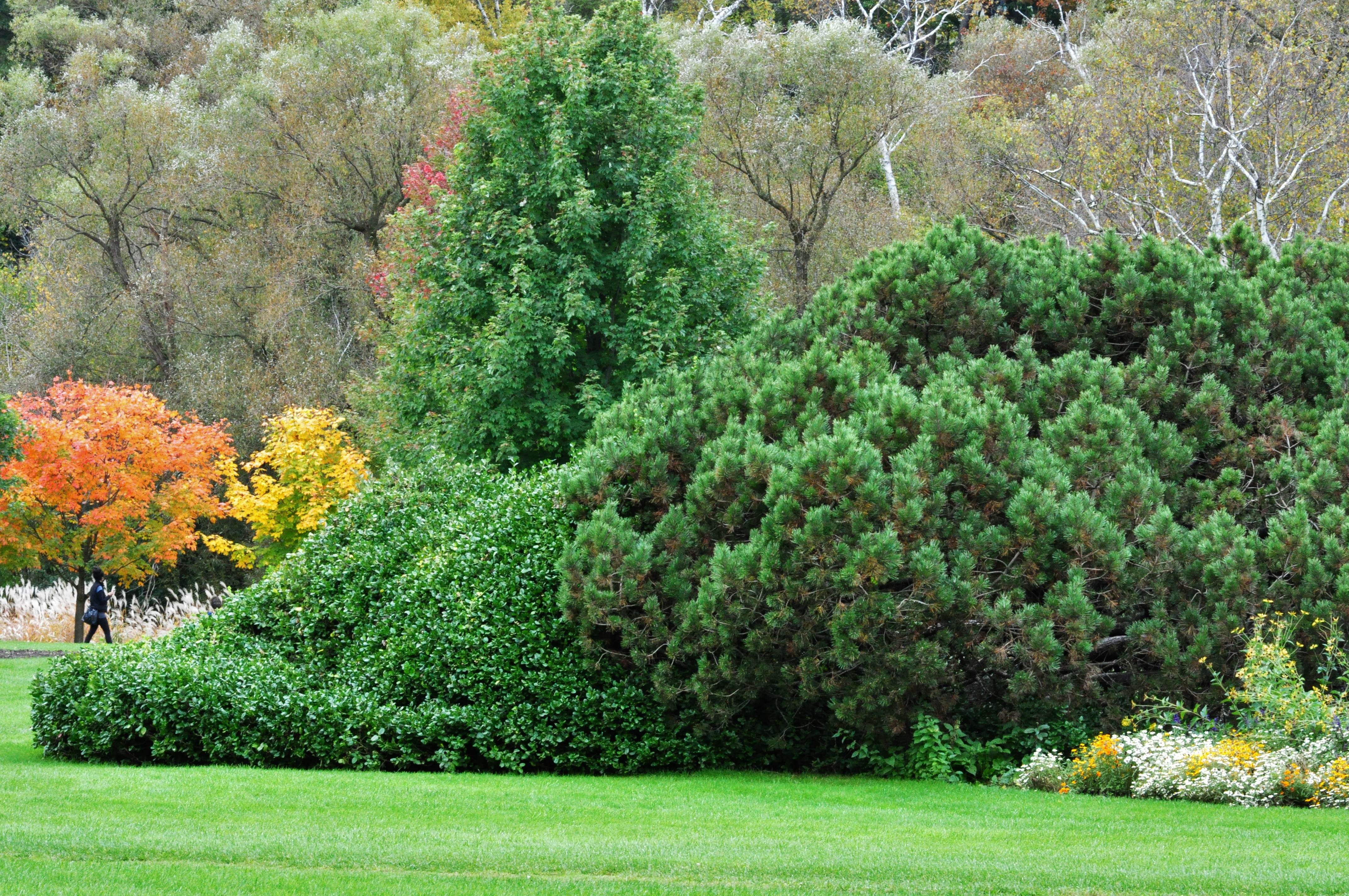
Культивована гірська сосна у Джеймс-Ґарденс, Торонто, Канада

Вплив господарської діяльності на криволісся у високогір'ї Карпат зумовлений низкою економічних і соціальних причин. Порівняно висока густота населення і заняття екстенсивним скотарством упродовж століть змушувало використовувати всі можливості для розширення площ пасовищ, що згубно відбилося на гірських лісах і сланиках. Чималої шкоди стану рослинності завдає туризм, який посилено розвивається останнім часом.
Традиційним способом розширення пасовищ було випалювання заростей гірської сосни і ялівцю. У широкому застосуванні цього методу можна переконатися, наприклад, при доборі зразків у лучних і чагарничкових угрупованнях субальпійського поясу, де у ґрунті можна часто натрапити на залишки обгорілих гілок, попіл і деревне вугілля. Надходження разом із ними зольних елементів у ґрунт сприяє розвитку трав. Однак ефект такого способу пасовищного господарства короткотривалий і мізерний, як порівняти з шкодою від ерозії ґрунтів. Ненормоване скотарство на вторинних луках субальпійського поясу є головною перешкодою відновленню гірськососнових угруповань. Неабияких спустошень субальпійські сланкі угруповання зазнали також при влаштуванні прикордонних фортифікаційних споруд і самих військових дій під час двох останніх воєн.
Об'єктом хижацького використання була й сама гірська сосна. Молоді пагони рослини використовувались для виготовлення ефірної олії (Oleum pini pumilionis), яка використовувалась у фармації і як популярний ароматичний засіб (Hegi, 1905). Інтенсивна експлуатація криволісь у 1912–1932 рр. призвела до знищення сосни на чималих площах. Акціонерні товариства «Олеарта» і «Говерла» згідно зі спеціальним дозволом заготовляли пагони сосни на 20-метрових горизонтальних смугах на північних схилах Чорногори за умови їх наступної рекультивації. Однак фірми часто порушували ці умови, а також самовільно розширяли територію розробок. Прикметною стала доля обох підприємств, знищених сильною повінню 1927 року і повторно лавиною 1932 р.
За останнє століття господарською діяльністю завдано неабиякої шкоди рослинності високогір'я, що вплинуло на зниження водорегулювальних, ґрунтозахисних і кліматотворних функцій рослинності (Комендар, 1966). За оцінкою К. А. Малиновського (1973) площі гірськососнових криволісь скоротилися приблизно вдвічі, а непорушених, корінних типів криволісь на той час залишалось майже 20% (Малиновський, Климишин, 1986).

## Культивовані сорти

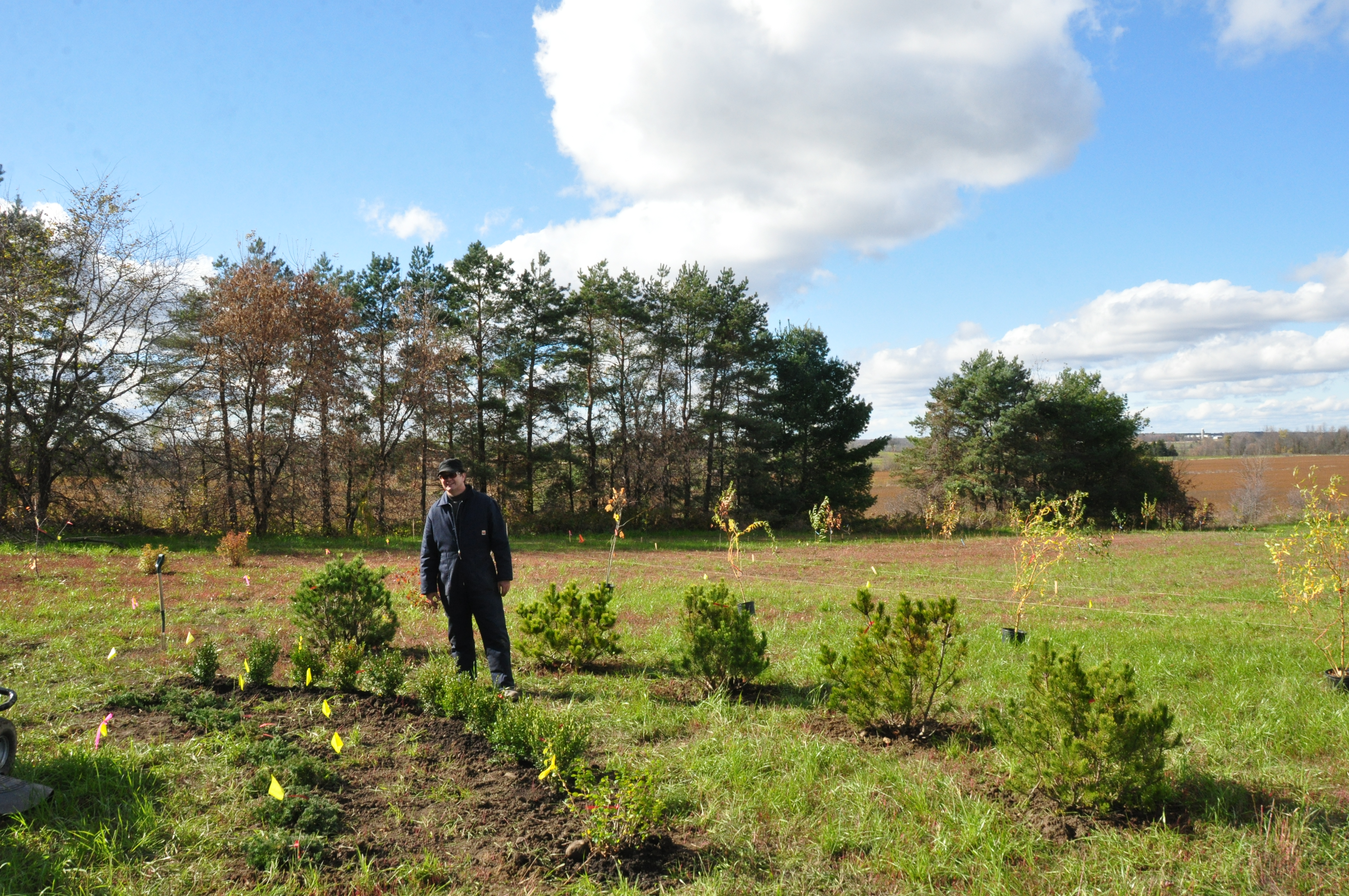
Щойно висаджена Pinus mugo на Фермі «Мазепа» коло Оттави, Канада, 2013 рік

Гірська сосна доволі поширений вид у сучасному садівництві. Її цінують за невеликий розмір і повільний ріст. Використовують у насадженнях коло будинків, як вічнозелену рослину на альпійських гірках, на схилах, на поворотах доріжок, як фонову рослину позаду квітників, для перекриття проходу та багатьох інших цілей. Сосна гірська добре витримує сильні вітри й помірне засолення. Краще росте на помірно кислих, добре дренованих ґрунтах на максимально освітлених ділянках. Існує як мінімум 50 декоративних сортів сосни гірської, серед них:
- 'Dolly's Choice', 'Rigi', 'Big Tuna', 'Aurea Fastigiata', 'Gallica' — сорти з високим пірамідальним зростом і вертикальною головною віссю;
- 'Corley's Mat', ‘Slavinii', 'Spaan's Pygmy' — цілком прилеглі до поверхні, горизонтально розпростерті;
- 'Allen', 'Kobold', 'Mops', 'Ophir' та 'Sherwood Compact' — з круглим габітусом;
- 'Alpenglow', 'Flat Top', 'Kissen' та ‘Sherwood Dwarf' — компактні, з плоским верхом;
- 'Humpy', 'March', 'Mitsch Mini', 'Paul's Dwarf', 'Valley Cushion' і 'Teeny' — найменші, карликові форми, придатні для бонсаю і альпійських гірок;
- 'Aurea', 'Aurea Fastigiata', 'Ophir', 'Variegatum Aureum' та 'Winter Gold' — з золотистим та жовтуватим відтінком хвої.

## Шкідники
Головним шкідником гірської сосни є руда соснова муха Neodiprion sertifer, іншим доволі поширеним — соснова листовертка Rhyacionia buoliana. Обидві нападають на молоді пагони й можуть завдати значної шкоди. За раннього виявлення з ними можна боротись інсектицидними препаратами. Також у містах часто трапляється диплодієве грибкове ураження пагонів.